# Lijst van voetbalinterlands Gambia - Kaapverdië
Deze lijst van voetbalinterlands is een overzicht van alle officiële voetbalwedstrijden tussen de nationale teams van Gambia en Kaapverdië. De landen hebben tot op heden acht keer tegen elkaar gespeeld. De eerste ontmoeting was een vriendschappelijke wedstrijd op 12 februari 1984 in Freetown (Sierra Leone). Het laatste duel, eveneens een vriendschappelijke wedstrijd, werd gespeeld op 3 december 2007 in Bissau (Guinee-Bissau).

## Wedstrijden
| № | Plaats     | Datum            | Competitie                   | Wedstrijd           | Uitslag |
| - | ---------- | ---------------- | ---------------------------- | ------------------- | ------- |
| 1 | Freetown   | 12 februari 1984 | Vriendschappelijk            | Gambia − Kaapverdië | 2 − 0   |
| 2 | Nouakchott | 22 november 1995 | Vriendschappelijk            | Gambia − Kaapverdië | 3 − 0   |
| 3 | Banjul     | 28 november 1997 | Vriendschappelijk            | Gambia − Kaapverdië | 3 − 1   |
| 4 | Praia      | 4 mei 2000       | Vriendschappelijk            | Kaapverdië − Gambia | 1 − 1   |
| 5 | Bamako     | 7 november 2001  | Vriendschappelijk            | Kaapverdië − Gambia | 1 − 1   |
| 6 | Bakau      | 3 september 2006 | Afrika Cup 2008 kwalificatie | Gambia − Kaapverdië | 2 − 0   |
| 7 | Praia      | 16 juni 2007     | Afrika Cup 2008 kwalificatie | Kaapverdië − Gambia | 0 − 0   |
| 8 | Bissau     | 3 december 2007  | Vriendschappelijk            | Kaapverdië − Gambia | 0 − 0   |

## Samenvatting
| Competitie              | Totaal gespeeld | Winst Gambia | Gelijk | Winst Kaapverdië | Doelsaldo Gambia – Kaapverdië |
| ----------------------- | --------------- | ------------ | ------ | ---------------- | ----------------------------- |
| Afrika Cup-kwalificatie | 2               | 1            | 1      | 0                | 2 − 0                         |
| Vriendschappelijk       | 6               | 3            | 3      | 0                | 10 − 3                        |
| Totaal                  | 8               | 4            | 4      | 0                | 12 − 3                        |

GFA · A-internationals · Olympische elftal · Gambiaans vrouwenelftal
Algerije ·
Angola ·
Benin ·
Burkina Faso ·
Burundi ·
Centraal-Afrikaanse Republiek ·
China ·
Comoren ·
Congo-Brazzaville ·
Congo-Kinshasa ·
Denemarken ·
Djibouti ·
Equatoriaal-Guinea ·
Gabon ·
Ghana ·
Guinee ·
Guinee-Bissau ·
Ivoorkust ·
Kaapverdië ·
Kameroen ·
Kenia ·
Kosovo ·
Lesotho ·
Liberia ·
Libië ·
Luxemburg ·
Madagaskar ·
Mali ·
Marokko ·
Mauritanië ·
Mexico ·
Namibië ·
Nieuw-Zeeland ·
Niger ·
Nigeria ·
Oeganda ·
Saoedi-Arabië ·
Senegal ·
Seychellen ·
Sierra Leone ·
Tanzania ·
Togo ·
Tsjaad ·
Tunesië ·
Verenigde Arabische Emiraten ·
Zambia ·
Zuid-Afrika ·
Zuid-Soedan
FCF · A-internationals · Selecties · Bondscoaches · Kaapverdisch vrouwenelftal · Kaapverdië U21 · Kaapverdië U20 · Kaapverdië U19 · Kaapverdië U18 · Kaapverdië U17
1979 – 1989 · 
1990 – 1999 · 
2000 – 2009 · 
2010 – 2019 ·
2020 − 2029
1979 · 
1980 · 
1981 · 
1982 · 
1983 · 
1984 · 
1985 · 
1986 · 
1987 · 
1988 · 
1989 · 
1990 · 
1991 · 
1992 · 
1993 · 1993 · 
1995 · 
1996 · 
1997 · 
1998 · 
1999 · 
2000 · 
2001 · 
2002 · 
2003 · 
2004 · 
2005 · 
2006 · 
2007 · 
2008 · 
2009 · 
2010 · 
2011 · 
2012 · 
2013 · 
2014 · 
2015 · 
2016 · 
2017 · 
2018 ·
2019 ·
2020 ·
2021 ·
2022 ·
2023 ·
2024
Algerije ·
Andorra ·
Angola ·
Bahrein ·
Botswana ·
Burkina Faso ·
Centraal-Afrikaanse Republiek ·
Comoren ·
Congo-Brazzaville ·
Congo-Kinshasa ·
Ecuador ·
Egypte ·
Equatoriaal-Guinea ·
Ethiopië ·
Gabon ·
Gambia ·
Ghana ·
Guinee ·
Guinee-Bissau ·
Guyana ·
Kameroen ·
Kenia ·
Lesotho ·
Liberia ·
Libië ·
Liechtenstein ·
Luxemburg ·
Madagaskar ·
Mali ·
Malta ·
Marokko ·
Mauritanië ·
Mauritius ·
Mozambique ·
Niger ·
Nigeria ·
Oeganda ·
Portugal ·
Rwanda ·
Sao Tomé en Principe ·
San Marino ·
Senegal ·
Sierra Leone ·
Swaziland ·
Tanzania ·
Togo ·
Tunesië ·
Zambia ·
Zimbabwe ·
Zuid-Afrika